# PFLAG
PFLAG (tidligere kendt som Parents, Families and Friends of Lesbians and Gays) er en amerikansk almennyttig organisation for venner og slægtninge af lesbiske, bøsser, biseksuelle og transpersoner. Organisationen opererer kun i USA, men lignende sammenslutninger i flere andre lande har kopieret deres model og i visse tilfælde fået tilladelse til at benytte navnet.